# Младен Совиљ
Младен Бата Совиљ (Панчево, 2. јул 1987) српски је телевизијски, филмски и позоришни глумац.

## Биографија
Рођен је 2. јула 1987. године у Панчеву, завршио је Средњу техничку школу „23 мај”, смер високоградња. У раној младости желео је да се бави архитектуром и фотографијом, али се заинтересовао за глуму пред сам завршетак средње школе. Академију уметности у Новом Саду уписао је 2006. године у класи професорке Јасне Ђуричић. На истој академији завршио је и мастер студије, 2011. године.
Совиљ игра у Народном позоришту у Београду, Југословенском драмског позоришту, Београдском драмском позоришту, Битеф театру и у Рефлектор театру.

## Каријера
Прву филмску улогу остварио је као један од главних глумаца у филму Чудовиште из Тамиша из 2006. године, а након тога појавио се у краткометражним филмовима Ритам гитара, пратећи вокал (2011) и Тамарин изостанак (2011), где је имао улогу Дулета. У улози Василија Симића појавио се у филму Здравка Шотре, Шешир професора Косте Вујића, који је премијерно приказан 2012. године. Као Јован глумио је у ТВ филму Зверињак из 2012. године, а након тога и као Давид у краткометражном филму IMG_0048.
У ТВ серији Шешир професора Косте Вујића која се емитовала током 2013. године, Совиљ је такође имао улогу Василија Симића, исте године и улогу Огија у филму С/Кидање. Након тога, уследиле су улоге у краткометражним филмовима и то: Grandfather као Филип, Само кажем као Милош и Доста добра ламперија, сви објављени током 2013. године.
Године 2014. појавио се у епизоди серије Одељење као Данијел, имао улогу Лазара у филму Непослушни, улогу у филму Ових дана, а након тога појавио се у улози Ханса у мини ТВ серији Европа, бре!. Као Вања појавио се у филму Небо изнад нас, имао улогу у филмовима Бићемо прваци света као Војислав Бубиша Симић и Новајлија у улози као младог службеника. У јулу 2015. године у оквиру интернационалног фестивала кратког играног филма Башта фест, који се одржава у Бајиној Башти, Совиљу је додељена награда „Златна интерпретација” за улогу у филму Ових дана из 2014. године.
Совиљ је имао улогу и у ТВ серији Чизмаши, глумио Мирка Ћоровића Ћору у десет епизода, а након тога улогу Бубише Симића у четири епизоде ТВ серије Прваци света. Године 2016. појавио се у ТВ филму Пар и непар, а исте године емитована је ТВ серија Сумњива лица, у којој је Совиљ у седам епизода имао улогу Столета. Током 2017. године појавио се у краткометражном филму Хипертензија као „он” и у филму Изгредници, где је као Данијел имао једну од главних улога. Током 2018. појавио се у ТВ филму Павиљони, у филму Интриго: Смрт аутора као младић и у једној епизоди ТВ серије Јутро ће променити све као Станко.
Улогу Дарка Јакшића остварио је у ТВ серији Ургентни центар, где се појавио у четрнаест епизода. У филму Режи из 2019. године, редитеља Косте Ђорђевића имао је улогу Игора, а након тога појавио се у три епизоде ТВ серије The Outpost. Као Иван глумио је у филму Асиметрија, а након тога остварио улогу у ТВ серији Група, као Стефан Пешић.
У ТВ филму Пролеће у јануару из 2019. године имао је улогу Бате. Током 2020. године остварио је улоге у ТВ серији Јужни ветар као Дрка, ТВ серији Убице мог оца као Михајло и у филму Хероји. Имао је улогу у српској ТВ серији Клан.
У позоришту глумио је у представама Црвена: Самоубиство нације у Рефлектор театру, а у режији Војислава Арсића, као и у комадима Моје дете (Београдско драмско позориште), Уображени болесник (Југословенско драмско позориште) и Мајка храброст и њена деца (Народно позориште у Београду).
Позајмио је глас у цртаним филмовима Прерушени шпијуни и Грдана: Господарица зла, који су синхронизовани на српски језик.

## Филмографија
| Год.       | Назив                                    | Улога                   |
| ---------- | ---------------------------------------- | ----------------------- |
| 2000-те    |                                          |                         |
| 2006.      | Чудовиште из Тамиша                      | Боле                    |
| 2010-те    |                                          |                         |
| 2010.      | Ритам, гитара, пратећи вокал             |                         |
| 2011.      | Тамарин изостанак                        | Дуле                    |
| 2012.      | Шешир професора Косте Вујића             | Василије Симић          |
| 2012.      | Зверињак                                 | Јован                   |
| 2012.      |                                          | Давид                   |
| 2013.      | Шешир професора Косте Вујића (ТВ серија) | Василије Симић          |
| 2013.      | С/Кидање                                 | Оги                     |
| 2013.      |                                          | Филип                   |
| 2013.      | Само кажем                               | Милош                   |
| 2013.      | Доста добра ламперија                    | Милош                   |
| 2014.      | Ових дана                                |                         |
| 2014.      | Непослушни                               | Лазар                   |
| 2014.      | Европа, бре!                             | Ханс                    |
| 2015.      | Небо изнад нас                           | Вања                    |
| 2015.      | Бићемо прваци света                      | Војислав Бубиша Симић   |
| 2015.      | Новајлија                                | млади службеник         |
| 2015—2016  | Чизмаши                                  | Никола Ћоровић Ћора     |
| 2015.      | Прваци света                             | Војислав Бубиша Симић   |
| 2016.      | Пар и непар                              |                         |
| 2016.      | Сумњива лица                             | Столе                   |
| 2017.      | Хипертензија                             | он                      |
| 2017.      | Изгредници                               | Данијел                 |
| 2018.      | Павиљони                                 |                         |
| 2018.      | Интриго: Смрти аутора                    | младић                  |
| 2019.      | Јутро ће променити све                   | Станко                  |
| 2018—2019. | Ургентни центар                          | Дарко Јакшић            |
| 2019.      | Режи                                     | Игор                    |
| 2019.      |                                          |                         |
| 2019.      | Асиметрија                               | Иван                    |
| 2019.      | Група                                    | Стефан Пешић            |
| 2019.      | Пролеће у јануару                        | Бата                    |
| 2020-те    |                                          |                         |
| 2020.      | Јужни ветар (ТВ серија)                  | Дрка                    |
| 2020.      | Тајкун (ТВ серија)                       | Гордан                  |
| 2020—2021. | Златни дани                              | комшија Гугл            |
| 2021.      | Дрим тим (ТВ серија)                     | преговарач из Партизана |
| 2021.      | Адвокадо                                 | Станко Буђић            |
| 2021.      | Бранилац (ТВ серија)                     | Љубинко Точиловац       |
| 2021.      | Радио Милева                             | адвокат Анђело Гузовић  |
| 2020—2022. | Клан                                     | Тале                    |
| 2022.      | Камионџије д.о.о                         | Зоран                   |
| 2022.      | Хероји                                   |                         |
| 2022.      | Света Петка — Крст у пустињи             | пастир                  |
| 2022.      | Авионџије                                | Беба                    |
| 2020—2023. | Убице мог оца                            | Михајло                 |
| 2023.      | Јужни ветар: На граници                  | Дрка                    |
| 2023.      | Кафана на Балкану                        | Пеђа Ковач              |
| 2024.      | Ожиљак                                   | Вања                    |
| 2024.      | Стравично                                | Пеђа Ковач              |
| 2024.      | Кафана на Балкану (ТВ серија)            | Пеђа Ковач              |
| 2024.      | Изолација                                | момак 1                 |
| 2025.      | Повратак Жикине династије                | Малиша                  |
| //.        | Кошаре                                   |                         |